# Марсианские шахматы (игра)
См. также джетан из «Марсианских шахмат» Э. Р. Берроуза.
Марсианские шахматы — абстрактная стратегическая игра, придуманная Эндрю Луни. Играется пирамидками Луни на шахматной доске. Количество игроков — от двух до шести. Чтобы играть количеством игроков, отличных от двух и четырех, нужно использовать неевклидову поверхность для получения доски необходимого размера.

## Об игре
Марсианские шахматы являются одной из игр в составе целой системы игр, разработанных компанией Icehouse. Создание концепта заняло у Эндрю Луни целых 16 лет. В результате, в 2000 году был выпущен набор пластиковых пирамид, которые можно было использовать в четырёх играх: IceTowers, Zarcana, Martian Chess и IceTraders. Игра продавалась по цене 35 долларов США, и за первый месяц на сайте было продано до 600 копий, однако в магазинах продажи игры были провальными.
В 2000 году игра была удостоена премии Origins Awards как лучшая абстрактная настольная игра года. 
В 2010 годы продажи пирамидок, необходимых для игры в марсианские шахматы, были возобновлены.

## Правила

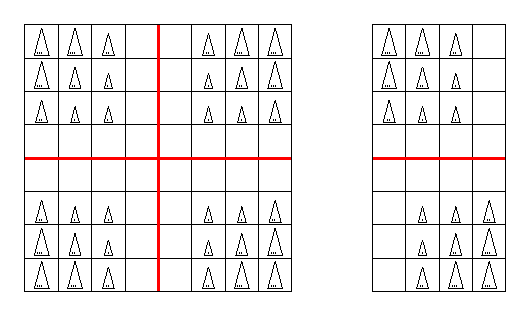
Начальные позиции для четырех и двух игроков

### Начальная позиция
В начале у каждого игрока девять фигур: три маленькие (пешки), три средние (дроны) и три большие (королевы). Цвет неважен, хотя рекомендуется смешение цветов.
Изначально игроки размещают свои фигуры в углах, как показано на рисунке. В игре с двумя игроками используется только половина доски.
Игроки решают, кто ходит первым. Ходят по очереди, ход передается справа налево.

### Ходы и взятие фигур
Красные линии на схемах обозначения условные каналы, делящие доску на территории. В любой момент времени игрок управляет только теми фигурами, которые находятся на его территории.
Фигуры ходят следующим образом:
- Пешки перемещаются на одну клетку по диагонали в любом направлении. (В отличие от шахматной пешки, они могут двигаться и назад.)
- Дроны перемещаются на одну или две клетки прямо, без прыжков. (Как шахматные ладьи, но с ограниченным диапазоном.)
- Королевы перемещаются на любое расстояние по горизонтали, вертикали или диагонали, без прыжков. (Как шахматные ферзи.)

Как и в шахматах, на одной клетке может быть максимум одна фигура, взятие фигур происходит путем захвата клетки, на которой она стоит. Взятая фигура убирается с доски и откладывается в сторону для последующего подсчета очков.
Поскольку фигура всегда принадлежит той территории, на которой она находится, игрок, фигуру которого взяли, немедленно получает контроль над взявшей ее фигурой. (Об этом легко забыть, если каждый игрок начинает с фигурами своего цвета — именно поэтому рекомендуется смешение цветов для каждого игрока, или один и тот же цвет для всех фигур на доске.)

#### Правило невозврата хода
При игре вдвоем игрок не может немедленно вернуть последний ход противника (т. е. сразу пойти его фигурой обратно через канал на то место, откуда он пошел в свой предыдущий ход).

### Конец игры и подсчет очков
Игра заканчивается, когда у одного из игроков заканчиваются фигуры (т. е. его территория становится пустой). Затем игроки подсчитывают свои баллы, складывая значения взятых ими фигур: королева — 3 очка, Дрон — 2, пешка — 1. Игрок или команда с наибольшей суммой выигрывает игру.
При игре вчетвером формируются две команды, с партнерами в противоположных углах. Их результаты складываются. Помимо стратегических различий, на правилах это никак не сказывается: дозволяется (а иногда и выгодно) брать фигуры своего партнера.

## Стратегия
Взятие королевой часто позволяет сопернику сразу взять ей же другую фигуру обратно, что ведет к последовательности взятий, пока у одного из игроков не заканчиваются фигуры на линии (линиях) захвата. Эта ситуация более распространена при игре один на один, поскольку при игре четырьмя игроками в этот размен могут вмешиваться другие игроки. При игре вдвоем чистая разница, как правило, незначительна, но при игре вчетвером может дать вовлеченным в эту стратегию игрокам большое преимущество над остальными.
Хорошим ходом может быть ход пешкой или дроном на территорию противника, поскольку это может:
- помешать сопернику взять вашу фигуру
- обеспечить доступность фигуры соперника для взятия
- блокировать атаку вражеской королевы или дрона

## Внешние ссылки
- wunderland.com/icehouse/MartianChess.html — официальный сайт Марсианские шахматы Эндрю Луни